# Río Metauro
El Metauro es un río de Italia, con una longitud de 110 km desde de su nacimiento en los Apeninos hasta su desembocadura en el mar Adriático.
Su nombre deriva del latín Metaurus, siendo este mismo resultado de la fusión de dos ríos que, uniéndose, forman el Metauro: el Meta y del Auro.
Su principal afluente es el Candigliano. El Metauro baña las ciudades de Sant'Angelo in Vado, Urbania, Fossombrone, y finalmente llega al Adriático cerca de Fano.
Históricamente, el Metauro ha constituido en la Antigüedad, junto con el Tronto, una de las dos vías para unir el Valle del Tíber y, por lo tanto, Roma, con la costa Adriática. De hecho, la Vía Flaminia bordea el Metauro, mientras que la Vía Salaria bordea el Tronto.
En la ribera del Metauro, a unos 15 km de la costa, a la orilla de las villas de Calcinelli y de Montemaggiore, se libró la famosa batalla del Metauro en el 207 a. C., entre los cónsules romanos Marco Livio Salinator y Cayo Claudio Nerón, contra Asdrúbal, el hermano del general cartaginés Aníbal. Los romanos obtuvieron la victoria y Asdrúbal cayó en batalla. Tras esta victoria, los cartagineses comenzaron una sucesión de derrotas militares que les llevó a perder la segunda guerra púnica.
- Datos: Q653678
- Multimedia: Metauro / Q653678